# انتقال (كرة القدم)

في كرة القدم الاحترافية، النقل هو الإجراء الذي يتم اتخاذه عندما ينتقل لاعب بموجب عقد بين الأندية. يشير إلى نقل تسجيل اللاعب من اتحاد كرة قدم إلى آخر. بشكل عام، لا يمكن نقل اللاعبين إلا من خلال سوق الإنتقال ووفقًا للقواعد التي وضعتها هيئة إدارة الرياضة (تلبية متطلبات الاتحاد الدولي لكرة القدم والهيئات القارية والوطنية التي تنظم شراء وبيع الأندية). رسوم النقل المتفاوض عليها هي تعويض مالي يتم الاتفاق عليه يدفع من النادي المهتم إلى النادي الذي يمتلك حقوق اللعب التعاقدية الحصرية للاعب. عندما ينتقل لاعب من نادٍ إلى آخ، يتم إنهاء عقده القديم (قانون) بينما يتفاوض اللاعب ونادي وجهته الجديد على شروط عقد جديدة (أو قد اتفقا سابقًا بشكل متبادل على الشروط الشخصية). على هذا النحو، تعمل رسوم النقل كتعويض مالي للإنهاء المبكر لعقد لاعب كرة قدم محترف، وتتوقف رسوم النقل على قدرات اللاعب الحالية في كرة القدم، والإمكانات المستقبلية، ومدة العقد الحالي، ومبلغ الراتب المستحق في المستقبل (خلال المدة المتبقية من العقد الحالي) واستعداد الأندية للاتفاق على توازن اقتصادي من خلال عرض وطلب. 

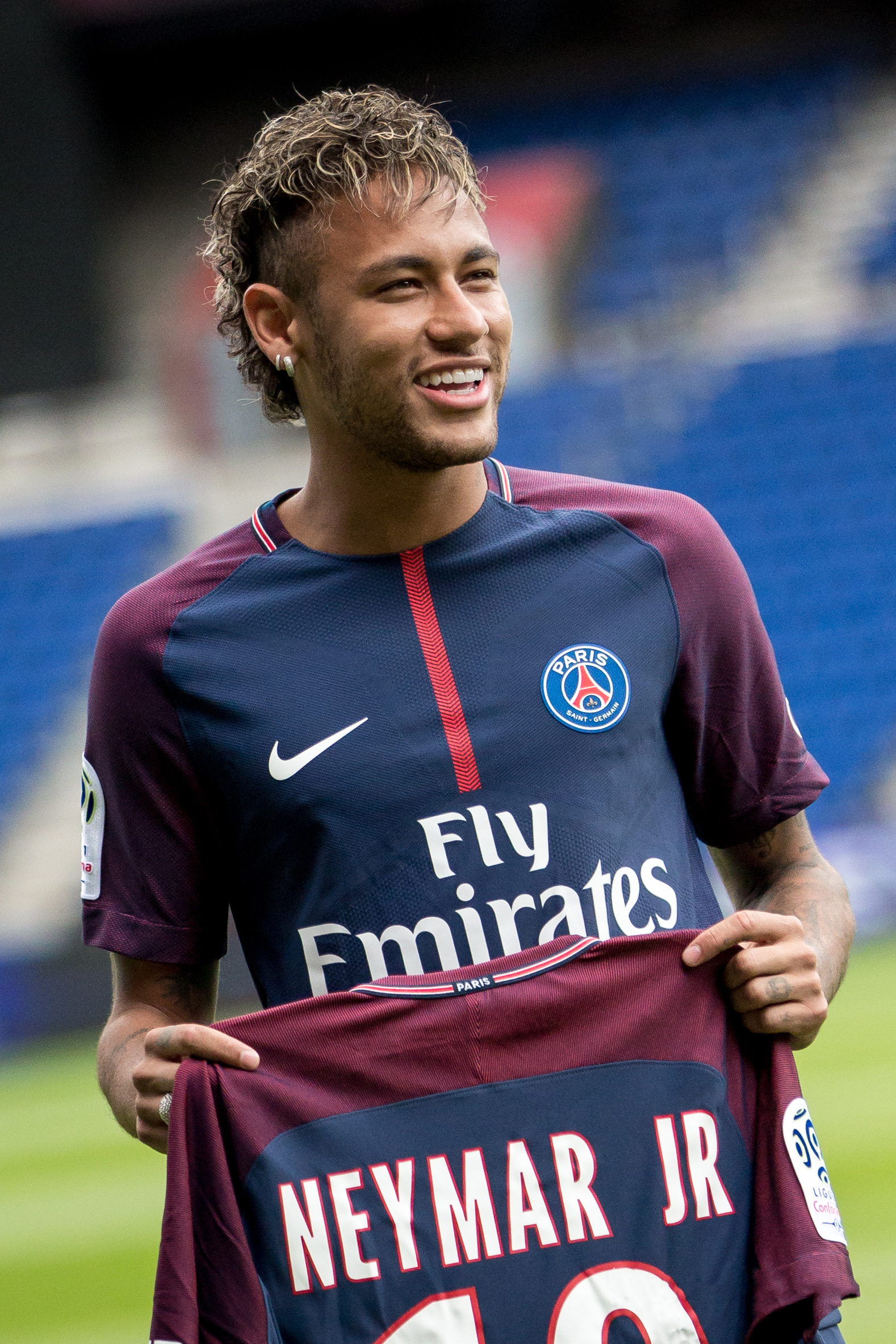
نيمار هو أغلى لاعب في تاريخ كرة القدم، كما أعلنت الأندية المشاركة في انتقاله 2017 رسميًا.

يختلف النقل في كرة القدم الاحترافية اختلافًا كبيرًا عن التجارة في الرياضات الأمريكية والكندية والأسترالية، حيث تتداول الفرق أساسًا بعقود اللاعبين الحالية، دون أي رسوم نقل متضمنة. ومع ذلك، في بعض الحالات غير الشائعة، يمكن أن تعمل الانتقالات بطريقة مماثلة لتداولات اللاعبين، حيث يمكن للفرق تقديم لاعب آخر في فريقها كجزء من التعويض في شكل صفقات المبادلة، من أجل خفض التعويض المالي لرسوم النقل.
وفقًا لـ FIFA ، في الفترة من يناير إلى سبتمبر 2018 ، كان هناك 15،049 انتقالًا دوليًا للاعبين الذكور برسوم بلغ مجموعها 7.1 مليار دولار أمريكي ، و 577 انتقالًا دوليًا للاعبات مقابل 493،235 دولارًا أمريكيًا.
يتم إجراء معظم أنشطة النقل خلال الصيف الأوروبي ، سوق الإنتقالات (النافذة الأوروبية قبل الموسم)، والتي تتداخل في الفترة ما بين 1 يوليو و 31 أغسطس من أي سنة معينة (كلا التاريخين شاملين)، مع اختلافات طفيفة في كل من تاريخ البدء وتاريخ الانتهاء لكل دوري محلي. تحدث انتقالات بارزة أيضًا خلال فترة الانتقالات الشتوية الأوروبية من 1 إلى 31 يناير. وعلى وجه الخصوص، فإن المواعيد النهائية للانتقال الخاصة بنوافذ النقل، تنطبق فقط على تسجيل اللاعبين المنقولين حديثًا، بناءً على اختصاص النادي المشترى.

## تاريخ

### الأيام الأولى
ظهر مفهوم نقل كرة القدم لأول مرة في إنجلترا بعد أن أدخل الاتحاد الإنجليزي لكرة القدم (FA) تسجيل اللاعب في وقت ما بعد عام 1885. قبل ذلك ، كان بإمكان اللاعب الموافقة على لعب مباراة واحدة أو أكثر لأي نادٍ لكرة القدم. بعد أن اعترف الاتحاد الإنجليزي بالكفاءة المهنية عام 1885، سعى للسيطرة على اللاعبين المحترفين من خلال إدخال نظام تسجيل اللاعبين. كان على اللاعبين التسجيل في النادي كل موسم، حتى لو بقي مع نفس النادي كما كان في الموسم السابق. لا يسمح للاعب باللعب حتى يتم تسجيله لهذا الموسم. بمجرد تسجيل اللاعب في نادٍ ما، لم يُسمح له بالتسجيل أو اللعب لنادٍ آخر خلال نفس الموسم دون إذن من الاتحاد الإنجليزي والنادي الذي سجله. لكن كان للاعبين الحرية في الانضمام إلى نادٍ آخر قبل بداية كل موسم، حتى لو رغب ناديهم السابق في الاحتفاظ بهم.
في وقت ما بعد تشكيل دوري كرة القدم الإنجليزية في عام 1888، قرر دوري كرة القدم إدخال نظام الاحتفاظ والانتقال، الذي منع الأندية من جذب اللاعبين من أندية أخرى، وبالتالي منع الأندية من خسارة لاعبيها ومنع سيطرة الدوري من قبلهم. حفنة من الأثرياء. منذ بداية موسم 1893-1894 فصاعدًا ، بمجرد تسجيل اللاعب في أحد نوادي دوري كرة القدم، لا يمكن تسجيله في أي ناد آخر، حتى في المواسم اللاحقة، دون إذن من النادي الذي سجل معه. يتم تطبيقه حتى لو لم يتم تجديد العقد السنوي للاعب مع النادي الذي يحتفظ بتسجيله بعد انتهاء صلاحيته. لم يكن النادي ملزماً بلعبها ، وبدون عقد لا يحق للاعب الحصول على راتب. ومع ذلك ، إذا رفض النادي الإفراج عن تسجيله، فلا يمكن للاعب أن يلعب لأي نادٍ آخر في دوري كرة القدم.
سرعان ما بدأت أندية دوري كرة القدم في المطالبة وكسب رسوم نقل من أي نادٍ آخر في دوري كرة القدم باعتباره اعتبارًا (قانون) للموافقة على تحرير أو نقل تسجيل اللاعب. في عام 1912، ساعد تشارلز ساتكليف في إرساء شرعية نظام الاحتفاظ والانتقال هذا عندما مثل بنجاح ناديه أستون فيلا خلال قضية Kingaby. ورفع لاعب فيلا السابق هربرت كينجابي دعوى قضائية ضد النادي لمنعه من اللعب. ومع ذلك، أدت الإستراتيجية الخاطئة التي اتبعها محامي Kingaby إلى رفض الدعوى. في إنجلترا، تمت إزالة جانب «الاحتفاظ» من النظام بعد قرار المحكمة العليا في عام 1963 في قضية إيستهام ضد نيوكاسل يونايتد بأنه كان غير معقول.

## روابط خارجية
- الاتحاد الدولي لكرة القدم (PDF)
- تحليل صفقة النقل من قناة بي بي سي